# 39e brigade d'infanterie légère (États-Unis)
La 39e brigade d'infanterie légère (en anglais : 39th Brigade Combat Team, anciennement : 39th Infantry Brigade (Light) (Separate/Enhanced), soit brigade d'infanterie (légère) (indépendante/améliorée) - est formée par la Garde Nationale de l'Arkansas (Arkansas Army National Guard) dont elle est la principale unité de combat, elle y a gagné son nom d' « Arkansas Brigade ».

## Casernement
L'État-Major de la brigade est encaserné à Ricks Armory, dans la ville de Little Rock, la capitale de l'Arkansas.
Les unités qui en dépendent sont ventilées sur tout le territoire de cet État (Marianna, Malvern, Searcy, Warren, Russelville, Clarksville, Perryville). L'escadron de défense sol-air est pour sa part encaserné dans l'Illinois.

## Organisation
La brigade est organisée autour d'un escadron de cavalerie, de trois bataillons d'infanterie mécanisée, d'un groupe d'artillerie, d'un escadron de défense sol-air, d'une compagnie du génie, d'un bataillon de soutien et d'une compagnie de renseignement soit un total d'environ 5 000 militaires :
- Troop E, 151er Régiment de cavalerie (E/151 Cav), de Marianna, en Arkansas.
- 1er Bataillon, 153e Régiment d'infanterie (1-153 Inf), de Malvern, en Arkansas.
- 2e Bataillon, 153e Régiment d'infanterie (2-153 Inf), de Searcy, en Arkansas.
- 3e Bataillon, 153e Régiment d'infanterie (3-153 Inf), de Warren, en Arkansas.
- 1er Bataillon, 206e Régiment d'artillerie de campagne (1-206 FA), de Russelville, en Arkansas.
- Troop F, 1er Bataillon du 202e Régiment d'artillerie anti-aérienne (F/1-202 ADA), de Galva, en Illinois.
- 39e Bataillon d'appui, de Hazen, en Arkansas.
- 239e compagnie du génie (239 Eng Co), de Clarksville, en Arkansas.
- 239e compagnie de renseignement militaire (239 MI Co, 239th Military Intelligence company), de Perryville, en Arkansas.

## Historique
La 39e Brigade d'infanterie légère est mise sur pied le 1er décembre 1967 à la faveur de la réorganisation générale imposée à la Garde nationale à cette époque.
Le 12 avril 1994, la 39e Brigade d'infanterie légère est désignée pour devenir l'une des quinze enhanced brigades (brigades améliorées) de la Garde nationale, dotées de plus grandes capacités de projection et d'équipements plus modernes et plus efficaces que ceux de leurs homologues restées aux normes antérieures.
En 1999, la 39e Brigade d'infanterie légère est subordonnée à la 7e division d'infanterie légère de Fort Carson, Colorado, formée sur le modèle Active Component/Reserve Component. Cette dernière étant dissoute en 2006, elle est depuis une brigade indépendante.